# رود هزاربند
رودخانهٔ هزاربند رودی دائمی به طول حدود ۲۲ کیلومتر است که در منطقه البرز مرکزی جریان دارد. این رود از منطقه بن رود در ارتفاع بین ۲۵۰۰ تا ۳۰۰۰ متر از آغاز می‌شود و در محل دوراهی ورده و برغان در ارتفاع ۱۵۰۰ متر به رودخانه کردان می‌ریزد.
سرچشمه رودخانه، چشمه‌های متعددی در ارتفاعات بن رود است. این منطقه در ارتفاعات البرز، به فاصله ۸ کیلومتر از روستای سیبان دره در جنوب  و ۵ کیلومتر از روستای خچیره طالقان در شمال و در ۱۰ کیلومتری شرق قله کهار واقع شده‌است.
رودخانه هزاربند در مسیر خود از مجاور روستای سیبان‌دره و ورده می‌گذرد و آب مورد نیاز باغ‌های منطقه را تأمین می‌کند. رودخانه در اغلب طول مسیر بر بستر سنگی، با شیب تند و پر پیچ و خمی جریان دارد. کوه‌های مرتفع اطراف، دره‌های پر شیب، پوشش گیاهی طبیعی و باغ‌های اطراف مناظر بسیار زیبا و دل انگیزی را در کنار آن پدید آورده است.
در قسمت‌های بالا دست رودخانه پوشش گیاهی غنی ویژه نقاط مرتفع البرز مرکزی قابل ملاحظه است. این مناطق با طبیعت بکر و دیدنی و کوهستان زیبا، در فصل تابستان مورد توجه کوهنوردان قرار دارد. یکی از نقاط دیدنی منطقه چشمه‌های پر آب هزاربند و جنگل هزاربند می‌باشد.